# Etrema paucimaculata
Etrema paucimaculata is een slakkensoort uit de familie van de Clathurellidae. De wetenschappelijke naam van de soort is voor het eerst geldig gepubliceerd in 1880 door Angas.